# Fjodor Fjodorovics Cserenkov
Fjodor Fjodorovics Cserenkov (oroszul: Фёдор Фёдорович Черенко́в; Moszkva, 1959. július 25. – Moszkva, 2014. október 4.) szovjet válogatott orosz labdarúgó.

## Pályafutása

### Klubcsapatokban
Pályafutása döntő részében a Szpartak Moszkva csapatában játszott, ahol igazi klublegendának számít. Két alkalommal 1977 és 1990, illetve 1991 és 1993 között volt a Szpartak játékosa. Ezalatt több, mint 400 mérkőzésen lépett pályára, többször mint bárki más a klub történetében. Háromszoros szovjet és egyszeres orosz bajnok. 1983-ban és 1989-ben az év szovjet labdarúgójának is megválasztották. 1990 és 1991 között a francia Red Star FCjátékosa volt.

### A válogatottban
1979 és 1990 között 34 alkalommal szerepelt a szovjet válogatottban és 12 gólt szerzett. Kivételes tehetsége ellenére azonban a nagy tornákról – három világbajnokságról (1982, 1989, 1990) és egy Európa-bajnokságról (1988) – rendre lemaradt. Legjobb eredménye egy bronzérem, amit az 1980-as moszkvai olimpián szerzett.

## Halála
55 éves korában hunyt 2014 október 4-én. Összeesett az utcán és a kórházba szállítás után már nem tudták megmenteni az életét. A későbbi vizsgálatok során agydaganatot állapítottak meg nála. A kivételes tehetségű játékosról 2021-ben portréfilmet készített a BBC.

## Sikerei, díjai
Szpartak Moszkva
- Szovjet bajnok (3): 1979, 1987, 1989
- Orosz bajnok (1): 1993
- Orosz kupagyőztes (1): 1993–94

Szovjetunió
- Olimpiai bronzérmes (1): 1980

Egyéni
- Az év szovjet labdarúgója (2): 1983, 1989